# Mauro Fiore
Mauro Fiore (Marzi, 15 de setembro de 1964) é um diretor de fotografia ítalo-americano.
Fiore nasceu em Marzi, Itália, e se mudou para os EUA com sua família em 1971. Ele estudou na Palatine High School, em Palatine, Illinois, se formando em 1982. Ele recebeu seu Bacharelado em Artes do Columbia College Chicago em 1987.
Seu trabalho mais notável é o filme Avatar (2009), filme o qual ele venceu o Oscar de Melhor Fotografia, apesar dele ter se envolvido em apenas 30% da fotografia total do filme. Outros trabalhos incluem Training Day (2001) e Tears of the Sun (2003).